# Robert Kagan

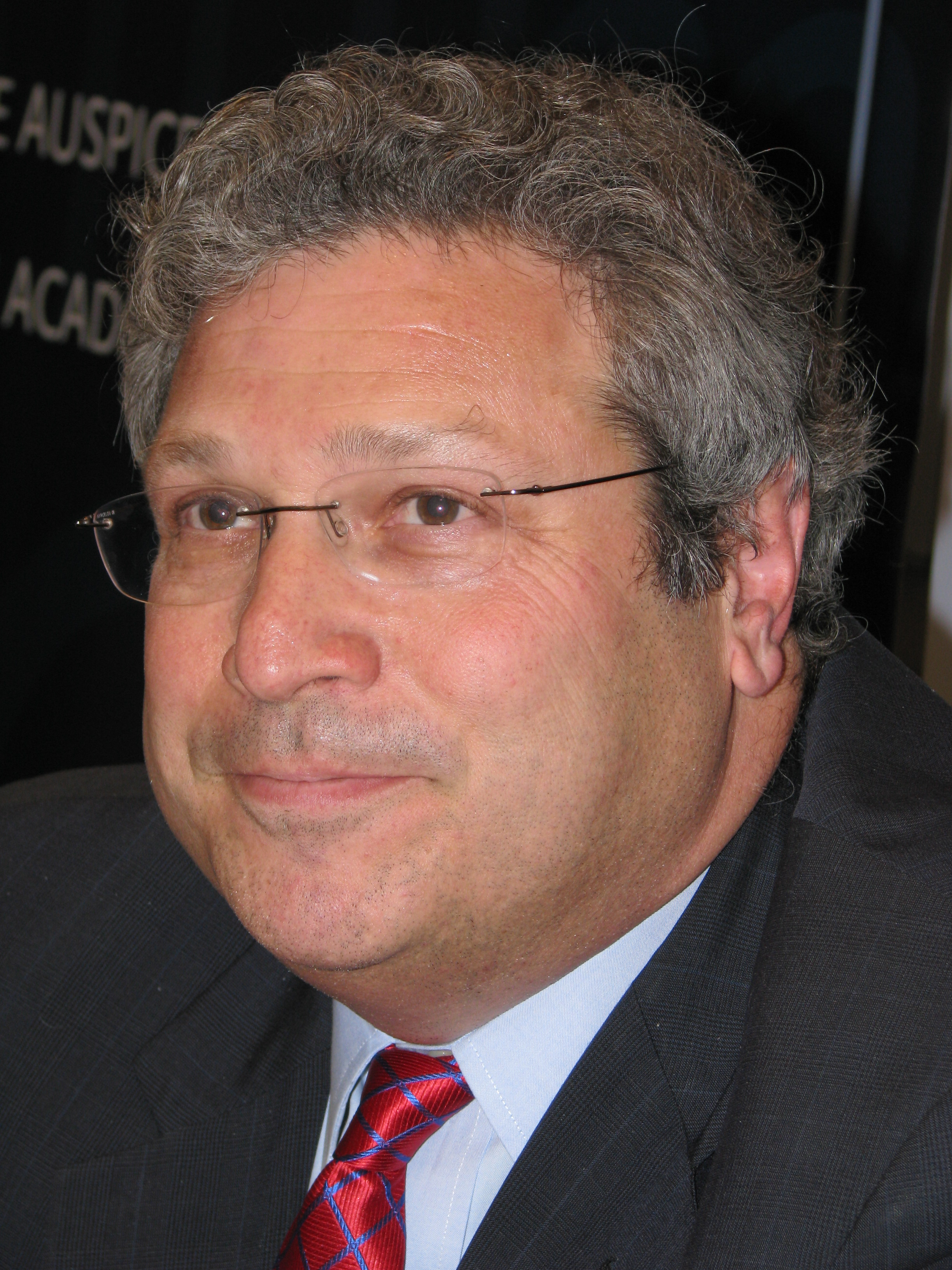
Robert Kagan en Varsovia el 17 de abril de 2008.

Robert Kagan (Atenas, Reino de Grecia; 26 de septiembre de 1958) es un ensayista político neoconservador estadounidense, dedicado al comentario político. Es asesor del expresidente estadounidense George W. Bush, así como también lo fue del candidato republicano a la presidencia de Estados Unidos en 2008, John McCain.

## Biografía
Se graduó de la Universidad de Yale en 1980, donde jugó a baloncesto ocupando la posición de pívot, promediando 11 rebotes por partido. También fue miembro de la agrupación Skull & Bones. Más tarde consiguió un máster en la Escuela Kennedy de Gobierno de la Universidad de Harvard y un doctorado de la Universidad Americana de Washington D. C. Es uno de los cofundadores del Proyecto para el Nuevo Siglo Americano (PNAC) y fue una de las personas que firmó la carta que el PNAC le envió al presidente Bill Clinton, pidiendo una segunda guerra contra Irak. Es miembro del Consejo de Relaciones Exteriores. Además, tanto el hermano de Robert, Frederick, como su padre, Donald, son ambos prominentes miembros del grupo neoconservador estadounidense, y los dos están afiliados al PNAC.
Kagan trabajó en la Oficina del Departamento de Estado entre 1985 y 1998, y fue uno de los escritores de discursos para el Secretario de Estado George P. Shultz de 1984 a 1985. Antes de eso, fue uno de los consejeros de política exterior para el futuro candidato a vicepresidente Jack Kemp, en 1983.
Kagan, que ha escrito para The New Republic, Policy Review, el Washington Post (mensualmente), y el Weekly Standard, ahora vive en Bruselas (Bélgica) con su familia. Está casado con Victoria Nuland, la actual embajadora de Estados Unidos para la OTAN, y tiene dos hijos, Elena y David.
Una de sus teorías más conocidas es la tesis de los dos Occidentes. Según esto, el mundo occidental estaría dividido en dos sectores claramente diferenciados: un occidente débil (Europa) demasiado apegado a valores tradicionales como la tolerancia, y un occidente fuerte (los Estados Unidos), en el que reside la esperanza del mundo civilizado hoy en día. Recientemente, publicó su libro Dangerous Nation: America's Place in the World from its Earliest Days to the Dawn of the Twentieth Century.
En 2016, Kagan abandonó el Partido Republicano, criticando el "fascismo" de Donald Trump y apoyando a Hillary Clinton.
En febrero de 2017, escribe un artículo en la revista Foreign Policy en el que le preocupa el posible advenimiento de la Tercera Guerra Mundial ante el excesivo expansionismo territorial, el creciente militarismo y la política hegemónica de Rusia (en Europa del Este) y China (sobre las islas Spratleys, Paracels y Senkaku), asimiladas a los " poderes revisionistas "como la Alemania nazi o Japón responsable de la Segunda Guerra Mundial. Para él, esos poderes insatisfechos con el orden internacional establecido aprovechan la debilidad y la laxitud de las democracias occidentales para adoptar una actitud nacionalista, militarista y cada vez más belicosa, y lamenta la supuesta debilidad de la administración Obama ante los rusos y los chinos.

## Obra
- Poder y debilidad: Europa y Estados Unidos en el nuevo orden mundial. Taurus Ediciones. 2003. ISBN 978-84-306-0505-7.

- La ley del imperio: el otro lado del sueño legal americano. Editorial Almuzara. 2005. ISBN 978-84-96416-90-1.

- El retorno de la historia y el fin de los sueños. Taurus Ediciones. 2008. ISBN 978-84-306-0662-7.